# Rue des Deux-Hermites
La rue des Deux-Hermites ou rue des Deux-Ermites est une rue aujourd'hui disparue de l'île de la Cité à Paris.

## Situation
Elle commençait aux 13-15, rue des Marmousets et finissait aux 4-6, rue Cocatrix, dans le quartier de la Cité.
Les numéros de la rue étaient noirs. Le dernier numéro impair était le no 11 et le dernier numéro pair était le no 4.

## Origine du nom
La voie doit son nom à une enseigne.

## Historique
En 1220, elle porte le nom de « cour Ferri de Paris » ; en 1300, celui de « rue de la Confrérie-Notre-Dame » ; au XVIe siècle, celui de « rue de l'Armite » puis « rue des Hermites » ou « rue de l'Hermite » ; en 1640, celui de « rue des Deux-Serviteurs ».
En 1384, à l'angle de la rue des Marmouset et de la rue des Deux-Hermites, eut lieu l'affaire de la rue des Marmousets.
Elle est citée sous le nom de « rue des Deux hermites », dans un manuscrit de 1636.
En 1702, la rue, qui fait partie du quartier de la Cité, possède 4 maisons et 2 lanternes.
Elle a d'abord été raccourcie lors du percement de la rue de Constantine, puis définitivement supprimée lors de la reconstruction de l'Hôtel-Dieu.